# Dampfsteine
Dampfsteine bestehen aus einem anorganischen Trägermaterial, dass mit einem Nebelbildner wie Glycerin sowie Aromen getränkt wird. Dampfsteine werden als nikotinfreier Tabakersatz für die Shisha (Wasserpfeife), zur Raumbeduftung sowie im Saunabereich verwendet.

## Arten
Man kann anhand des Trägermaterials saugfähige und nicht saugfähige Dampfsteine unterscheiden. Saugfähige Dampfsteine bestehen aus einem offenporigen Material wie z. B. Zeolith oder Kieselgel und nehmen das Flüssigkeitsgemisch durch Adsorption ins Innere auf. Zusätzlich haftet die Flüssigkeit adhäsiv an der äußeren Oberfläche. Nicht saugfähige Dampfsteine bestehen aus einem geschlossenporigen Material, dem die Flüssigkeit lediglich adhäsiv anhaftet. Die geringere Aufnahmefähigkeit nicht saugfähiger Dampfsteine resultiert in einer geringeren Flüssigkeitsmenge pro Volumen und damit in einer kürzeren Nutzungsdauer.

## Dampfsteine als Tabakersatz

### Funktionsweise
Werden Dampfsteine erhitzt, wird das enthaltene Flüssigkeitsgemisch vernebelt. Das Trägermaterial selbst dient lediglich als Flüssigkeitsspeicher bzw. Dosierhilfe und verhält sich chemisch inert. Es ist vergleichbar mit temperaturstabilen Liquidträgern elektrischer Zigaretten aus Glasfaser oder poröser Keramik. Auch wenn der Vorgang umgangssprachlich als Verdampfung bzw. Dampfen bezeichnet wird, entsteht physikalisch betrachtet kein Dampf, sondern ein Aerosol. Genau genommen entsteht Nebel, ein Gemisch aus Luft und fein verteilten Flüssigkeitströpfchen.

### Gesundheitsauswirkungen
Die Beurteilung gesundheitlicher Auswirkungen einer Wasserpfeife mit Dampfsteinen muss unter Berücksichtigung der Art der Beheizung erfolgen. Bei der Erhitzung von Dampfsteinen mit Kohle ist der Nutzer nach wie vor den Verbrennungsprodukten der Kohle wie Kohlenmonoxid, Benzol und polyzyklischen aromatischen Kohlenwasserstoffen (PAK) ausgesetzt. Weiterhin konnten Amberlie Clutterbuck et al. bei der Erhitzung von Dampfsteinen mit Kohle die toxischen Metalle Chrom, Nickel, Arsen und Blei im Aerosol nachweisen. Wurden die Dampfsteine dagegen elektrisch erhitzt, waren die genannten Metalle nicht mehr nachweisbar. Die toxischen Metalle stammten also von der Kohleverbrennung und nicht von den Dampfsteinen. In den Medien wurden diese Ergebnisse missverständlich dargestellt. Nur einzelne Hersteller weisen auf die Gesundheitsgefährdung durch Kohleverbrennung hin und empfehlen, Dampfsteine elektrisch zu erhitzen. In einer Stellungnahme vom 29. November 2016 bestätigt das Bundesinstitut für Risikobewertung (BfR), dass gesundheitlich bedenkliche Substanzen bei tabakfreien Wasserpfeifen vor allem durch die Verbrennungsprozesse der Kohle entstehen. Da Wasserpfeifen in der Praxis fast ausschließlich mit Kohle betrieben werden, fasst das BfR tabakfreie, pflanzliche Rauchprodukte wie Kräutermischungen und reine Dampfprodukte wie Dampfsteine und Dampfpasten in einem gemeinsamen Risikoprofil zusammen, auch wenn sich die produktspezifischen Risiken unterscheiden. Unter Bezugnahme auf eine Pilotstudie des Bayerischen Landesamts für Gesundheit und Lebensmittelsicherheit führt das BfR aus, dass zu Dampfsteinen bislang nur wenige Daten vorliegen. In der Studie wurden die Auswirkungen des Konsums elektrisch betriebener Wasserpfeifen mit Dampfsteinen auf die Innenraumluft untersucht. Die Untersuchung zeigte einen Anstieg der Konzentrationen an flüchtigen organischen Verbindungen (VOC) wie Formaldehyd und Acetaldehyd sowie PAK in den entnommenen Luftproben. Dennoch bewegen sich die gemessenen Konzentrationen unterhalb einschlägiger Grenzwerte, bei denen keine gesundheitlichen Beeinträchtigungen zu erwarten sind, selbst wenn ein Arbeiter der Substanz dauerhaft über seine gesamte Lebensarbeitszeit (8 Stunden/Tag, 5 Tage/Woche, 48 Wochen/Jahr, 40 Jahre) ausgesetzt wäre:
|                                  | Hintergrund a in µg/m³ | Messwert in µg/m³ | Grenzwert in µg/m³ |
| -------------------------------- | ---------------------- | ----------------- | ------------------ |
| Glycerin                         | NN                     | 58...460          | 200 000 b 56 000 d |
| Propylenglykol                   | NN                     | 49...145          | 10 000 d           |
| Nikotin                          | NN                     | NN                | 500 b 31 d         |
| Acrolein                         | NN                     | NN                | 200 b              |
| Formaldehyd                      | 25                     | 93...158          | 370 b 100 e        |
| Acetaldehyd                      | 20                     | 81...139          | 91 000 b 100 e     |
| Benzol                           | 0,17                   | 0,11...0,48       | 200 c              |
| Benzaldehyd                      | 3,7                    | 7,4...15,0        | 9 800 d 20 e       |
| Linalool                         | NN                     | 1,9...14,5        | 2 800 d            |
| Benzylalkohol                    | 4                      | 15...19           | 22 000 b           |
| PAK (Leitsubstanz Benzo[a]pyren) | NN                     | NN...0,0007       | 0,07 c             |

NN: nicht nachweisbar (unterhalb der Bestimmungsgrenze von 0,04 µg/m³ bzw. 0,2 ng/m³ für PAK)

Werden Dampfsteine elektrisch erhitzt, ist der Vorgang vergleichbar mit einer elektrischen Zigarette (E-Zigarette), die mit einem temperaturstabilen Liquidträger und nikotinfreiem Liquid betrieben wird. Peter Hajek et al. haben 2014 alle bis dato verfügbaren Studien über Nutzung, Inhaltsstoffe und Sicherheit elektrischer Zigaretten einer wissenschaftlichen Überprüfung unterzogen und kamen zu dem Ergebnis:
„Einige der toxischen Stoffe aus dem Tabakrauch können auch im Dampf von E-Zigaretten enthalten sein, jedoch in wesentlich geringeren Mengen. Die gesundheitlichen Langzeiteffekte des Konsums von E-Zigaretten sind unbekannt, aber verglichen mit Tabakzigaretten sind E-Zigaretten voraussichtlich viel weniger, wenn überhaupt, schädlich für Konsumenten oder Dritte.“

### Recht

#### Tabaksteuer
Die Tabaksteuer wird in Deutschland durch das Tabaksteuergesetz (TabStG) geregelt. Nach § 1 Abs. 8 S. 1 TabStG werden dabei auch Erzeugnisse, die statt aus Tabak ganz oder teilweise aus anderen Stoffen bestehen und sich ohne weitere industrielle Bearbeitung zum Rauchen eignen, als Steuergegenstand betrachtet. Das TabStG selbst definiert den Begriff „Rauchen“ nicht. In der allgemeinen Verkehrsauffassung wird unter Rauchen das „bewusste Einatmen von Rauch verbrennender Pflanzenteile“ verstanden. In der Rechtsprechung wurde Rauchen als die Erzeugung von Rauch durch eine Pyrolyse definiert, bei der feste Schwebepartikel entstehen. Dies ist bei Dampfsteinen nicht gegeben. Gemäß einer Fachmeldung der Generalzolldirektion vom 3. Februar 2021 unterlägen getränkte Dampfsteine als ein dem Rauchtabak gleichgestelltes Erzeugnis dennoch der Tabaksteuer.

#### Jugendschutz
Dampfsteine sind derzeit nicht vom Jugendschutzgesetz erfasst, da sich dieses gemäß § 10 JuSchG nur auf Tabakwaren, andere nikotinhaltige Erzeugnissen, E-Zigaretten und E-Shishas sowie deren Behältnisse (Nachfüllkartuschen und -flaschen) bezieht. Ob Dampfsteine in der Praxis dennoch beispielsweise erst ab 18 Jahren verkauft werden, liegt im Ermessen der Händler.

#### Nichtraucherschutz
In Bayern ist seit dem 1. August 2010 das Rauchen in Innenräumen von Gaststätten aller Art, Diskotheken sowie Festzelten verboten. Von diesem Gesetz sind auch Shishabars betroffen. Der Bayerische Verwaltungsgerichtshof entschied am 30. November 2010, dass tabakfreies Rauchen von Wasserpfeifen mit Dampfsteinen dem Anwendungsbereich des bayerischen Gesundheitsschutzgesetzes nicht unterfällt. In Nordrhein-Westfalen wurde das Rauchen in Gaststätten, Cafés, Festzelten, geschlossenen Sportstadien und auf Spielplätzen seit dem 1. Mai 2013 verboten. Auch dort wurde die Nutzung von Dampfsteinen mit Beschluss vom 1. August 2013 erlaubt.